# Constant Alexandre Famin
Pour les articles homonymes, voir Famin.

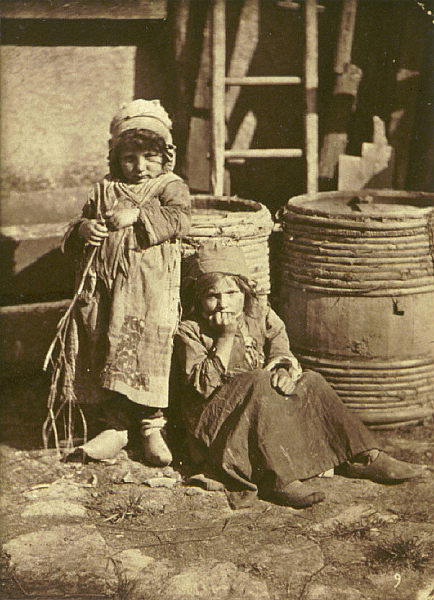
Deux petits paysans, vers 1859, Musée d'Art de Saint-Louis.

Constant Alexandre Famin, né le 19 août 1827 à Paris et mort à Paris 14e le 2 avril 1888, est un photographe français.

## Biographie
Constant Alexandre Famin est connu pour ses photographies de scènes rurales, d'études d'arbres ou d'études animalières, Constant Alexandre Famin réalisa également des photographies d'architecture. Ces dernières sont parfois confondues avec celles de l'architecte et photographe Charles Famin.
Une partie de son œuvre photographique est conservée dans les collections du musée d'Orsay à Paris.

## Expositions
- 2008 : Focus Orient : الشرق : محور الشرق - Orientalist photography from the late 19th and early 20th centuries : a selection from the Thomas Walther collection, Sharjah Art Museum (en), Charjah[5]

photographies d'Émile Béchard, Pascal Sébah, Tancrède Dumas, Frères Zangaki, Wilhelm Hammerschmidt, Félix Teynard, Francis Frith, Hippolyte Arnoux, Félix Bonfils, Gabriel Lekegian, Jean Geiser, Constant Alexandre Famin, Cosmi Sebah, Ludovico Hart, Alexandre Bougault, Lehnert & Landrock, Neurdein, Guillaume Berggren (de), A. Cavilla.